# Науковий ярмарок

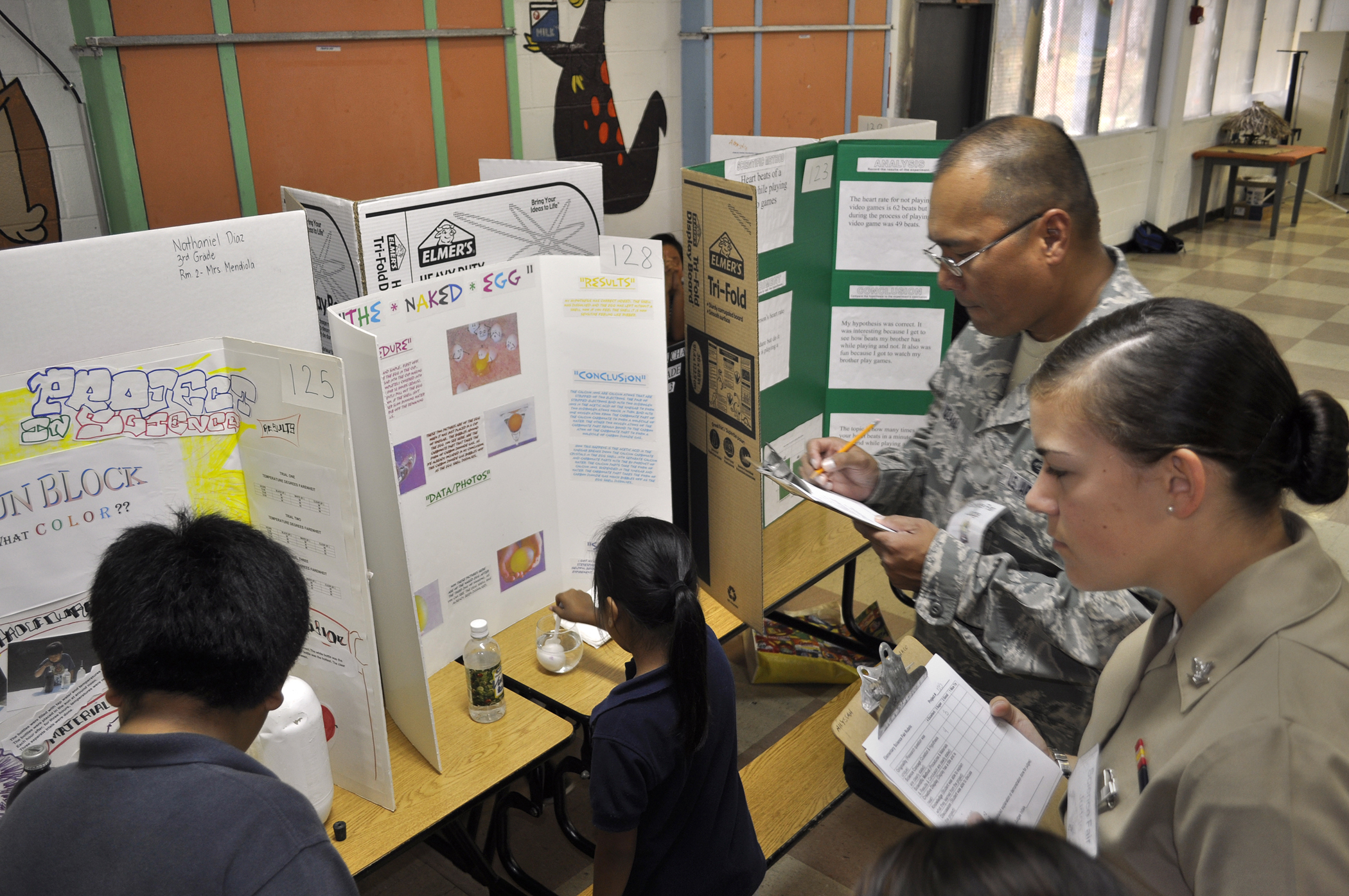
Виставка проєктів на науковому ярмарку

Науковий ярмарок або інженерний ярмарок — це подія, яку організовує школа, надаючи учням можливість випробувати на власному досвіді наукові та інженерні технології. У Сполучених Штатах наукові стандарти наступного покоління визначають ознайомлення з науковими та інженерними технологіями, як один із трьох основних компонентів наукової освіти. Учні проводять певне дослідження, а потім презентують свій експеримент у вигляді плакатів або в іншому форматі демонстрації.

## Історія
Наукові ярмарки з'явилися в Сполучених Штатах у Нью-Йорку в 1930-х роках під егідою громадської організації  «Американський інститут Нью-Йорка»,  яку очолював Морріс Мейстер, який згодом заснував Наукову школу Бронкса. Мейстер вірив у освітні ідеї Джона Дьюї, які були зосередженні на виконанні, а не просто вивченні того, що вже було зроблено. Федерація позашкільних наукових гуртків мала одразу дві мети: «сприяти розвитку наукових лідерів наступного покоління і, водночас, розвивати краще розуміння науки серед її неспеціалістів». 
Спочатку наукові ярмарки були здебільшого виставками та демонстраційними проєктами або лише демонстраціями проєктів. Це змінилося після Всесвітньої виставки в Нью-Йорку 1939 року. Дедалі частіше наукові та інженерні ярмарки стали розглядати як спосіб заохотити та допомогти учням знайти свій шлях до наукової та інженерної кар’єри.  Популярність наукових ярмарків у Сполучених Штатах зросла у 1950-х роках разом з інтересом до науки після використання першої ядерної зброї та появи телебачення. З плином десятиліття наукові досягнення висвітлені в новинах, такі як вакцина Джонаса Солка від поліомієліту та запуск Першого штучного супутника Землі, перетворили наукову фантастику в реальність і залучили до участі у ярмарках все більшу кількість учнів усіх рівнів. 

## Цілі
Науково-технічні ярмарки залучають учнів усіх рівнів — початкової, середньої та старшої школи — до участі у науково-технічній діяльності. Наукові ярмарки також можуть надати учням, які дуже цікавляться науками, можливість, співпрацювати з наставниками з сусідніх коледжів та університетів, для отримання доступу до інструкцій та обладнання, які не надають місцеві школи. Таке наставництво, а також підготовка школярів до участі в співбесідах на наукових ярмарках, виявилися дуже важливим для успіху учнів. 

## Міжнародні події
У більшості країн проводяться регіональні наукові ярмарки, в яких зацікавлені учні можуть вільно брати участь. Переможців цих регіональних ярмарків відправляють на національні ярмарки, такі як Міжнародний науково-технічний ярмарок  і Загальноканадський науковий ярмарок. Національні наукові ярмарки зазвичай надсилають переможців на міжнародні ярмарки, такі як Міжнародний науково-технічний ярмарок (який є одночасно національним та міжнародним науковим ярмарком) та Конкурс молодих вчених Європейського Союзу. Наразі,.спонсорований біотехнологічною компанією, науково-дослідний конкурс Regeneron Science Talent Search пропонує головний приз - стипендію у розмірі 250 000 доларів США. Документальний фільм 'Science Fair' («Науковий ярмарок»), прем'єра якого відбулася у 2018 році, розповідає про перебіг конкурсу.